# エリザベス・ストロング

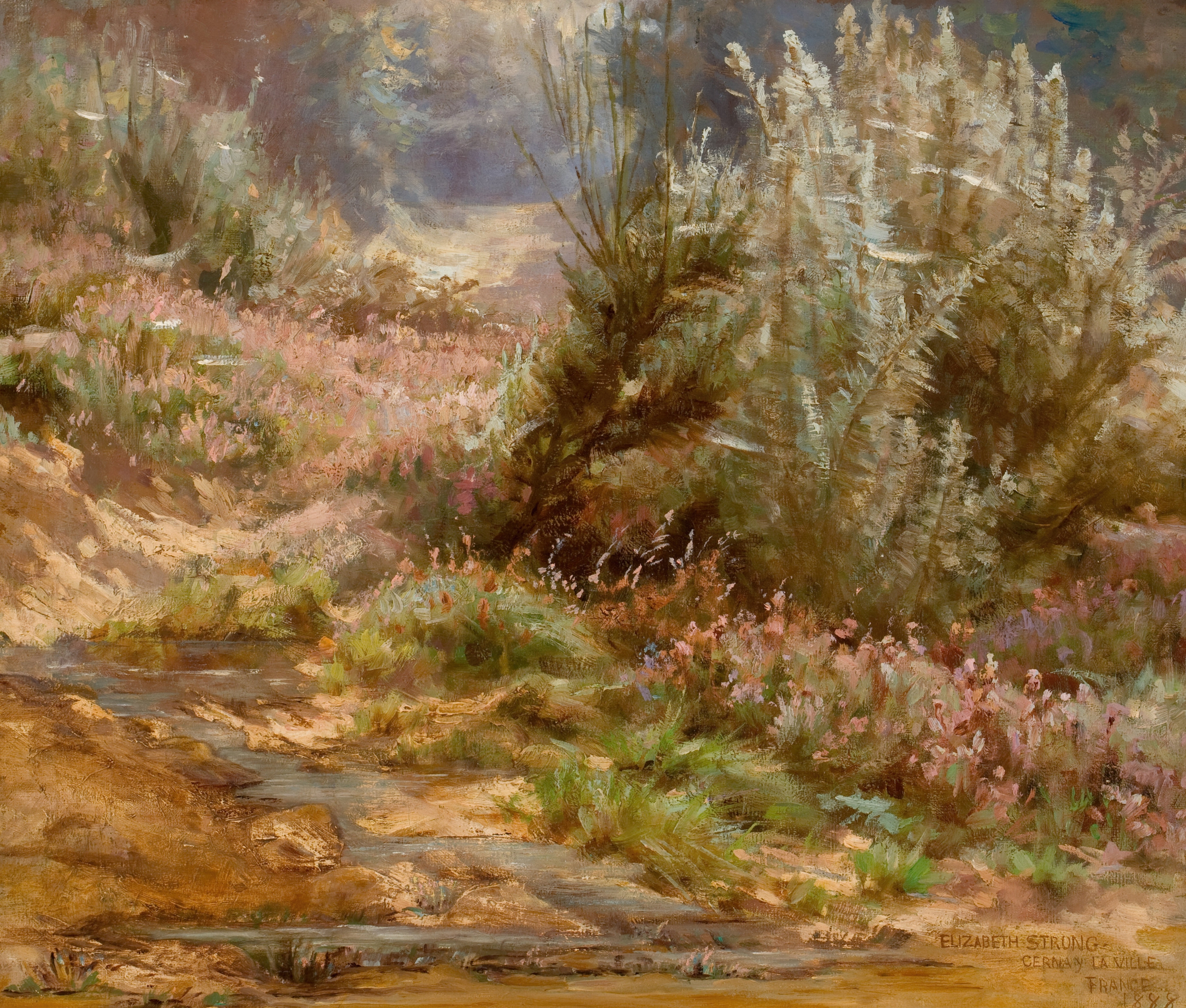
エリザベス・ストロング作『水辺の野の花』(1888)

エリザベス・ストロング（Elizabeth Strong、1855年2月1日 - 1941年10月30日）は、アメリカ合衆国の画家である。風景画や動物画、人物画を描いた。動物を描くのを得意としたフランスの画家のローザ・ボヌールに凝して「アメリカのローザ・ボヌール」とも呼ばれた。

## 略歴
コネチカット州フェアフィールド郡のウエストポート（Westport）で牧師の娘に生まれた。兄のジョセフ・ドワイト・ストロング（Joseph Dwight Strong, Jr.: 1853-1899）とともに、サンフランシスコのカリフォルニア絵画学校(California School of Design)に入学しヴァージル・メイシー・ウィリアムズ（1830-1886）に学んだ。1878年に絵画学校を卒業した後、モントレーに移り、フランス人画家、ジュール・タヴェルニエ(Jules Tavernier)と知り合い、彼の工房で働くことを勧められた 。6ヵ月間、モントレーで働いた後、サンフランシスコに戻り、多くの注文を受けて犬の絵を描いた。サンフランシスコではヴァージル・メイシー・ウィリアムズやジュール・タヴェルニエなど多くの画家がスタジオを開いたOld Municipal Court Buildingに女性画家のネリー・ホップス（Nellie Hopps Howard 1855-1956）と共同のスタジオを開いた 。
1881年ころ、ヨーロッパを旅し10年近く滞在し、様々な画家の指導を受けた 。1883年にパリのサロンに出展が受理された。1890年に帰国するとボストンやフィラデルフィア、ニューヨークで活動し、ウィリアム・メリット・チェイスのロングアイランドの夏季美術学校(Shinnecock Hills Summer School of Art)でも学んだ。1896年にカルフォルニアに戻り、サンフランシスコやイーストベイ (サンフランシスコ・ベイエリア)イーストベイに住んだ。1909年にシアトルで開かれた万国博覧会（Alaska–Yukon–Pacific Exposition）の展覧会に参加し銀メダルを受賞した。
1920年代にカーメル・バイ・ザ・シーに移り、1941年にそこで亡くなった。生涯独身であった。